# Hibbertia silvestris
Hibbertia silvestris är en tvåhjärtbladig växtart som beskrevs av Friedrich Ludwig Diels och E. Pritzel. Hibbertia silvestris ingår i släktet Hibbertia och familjen Dilleniaceae. Inga underarter finns listade i Catalogue of Life.